# Семирічна війна
Семирі́чна війна́ (1756–1763) — великий військовий конфлікт XVIII століття, один з наймасштабніших конфліктів Нового часу.
Велика Британія і Пруссія очолювали один союз, до якого також входили Португалія, Ганновер і кілька незначних німецьких держав. Інший союз очолювали Франція та Австрія і включали Іспанію, Саксонське курфюрство, Швецію та Російську імперію.
У шведській історіографії війна знана як «Померанська війна» (швед. Pommerska kriget), у Німеччині — як «Третя Сілезька війна» (нім. Dritter Schlesischer Krieg), у Канаді — як «Завойовницька війна» (англ. The War of the Conquest) і в Індії — як «Третя Карнатська війна» (англ. The Third Carnatic War). У Північній Америці — знана як Франко-індіанська війна.
Війна за австрійську спадщину закінчилася в 1748 році, але не змогла вирішити триваючу напругу між європейськими державами. Тривалі колоніальні суперечки між Британією та Францією в Північній Америці призвели до спалаху Французько-індіанської війни в 1754 році. Після перегрупування традиційних альянсів у так званій Дипломатичній революції 1756 року Пруссія об’єдналася з Британією, а тривале суперництво між Францією та Габсбургами припинилося, коли Австрія підписала договір з Францією.

## Хід війни
Кордон між британськими та французькими володіннями в Північній Америці в 1750-х роках був майже невизначеним. Франція давно претендувала на весь басейн річки Міссісіпі. Британію це не влаштовувало. На початку 1750-х років французи почали будувати декілька фортів у долині річки Огайо, щоб відстоювати свої претензії та захистити корінне американське населення від посилення британського впливу.
Англо-французьке колоніальне суперництво в Північній Америці переросло у відкрите збройне протистояння у травні 1756 року, коли Велика Британія оголосила війну Франції. Для того, щоб убезпечити своє положення в Європі, Британія підписала союзний договір з Пруссією, яка з приходом на престол Фрідріха II стала потужною державою. Розуміючи невідворотність війни з Австрією, у якої Пруссія захопила Сілезію, Фрідріх розраховував на вплив Англії на Росію, щоб запобігти її підтримці Марії-Терезії і, тим самим, війні на два фронти.
Підписання англо-прусського договору спонукало Австрію звернутися по підтримку до свого старого ворога — Франції. Навесні 1756 року у Версалі підписали австро-французький оборонний союз. Розуміючи, що Росія вбачає в Пруссії загрозу своїм прибалтійським інтересам і має з Австрією союзницький договір ще з 1746 року, 29 серпня 1756 року Фрідріх II першим почав військові дії та окупував Саксонію. 11 вересня Росія оголосила війну Пруссії, що не зупинило її, і на початку наступного року прусські війська увійшли в Богемію та захопили Прагу.
Весною 1757 року у війну вступила Франція. Вона захопила Ганновер, спадкове володіння англійського короля на континенті, а 5 листопада відбулась битва з прусськими військами біля Росбаху (Саксонія). У липні у війну вступила Росія — її війська увійшли в Курляндію і Східну Пруссію. Спроба генерал-фельдмаршала Йоганна фон Левальда зупинити її біля Гросс-Єгерсдорфа 30 серпня 1757 року завершилася невдало. Проте російський командувач генерал-фельдмаршал Степан Апраксін відвів свої війська до Польщі, що звело нанівець результати кампанії та зірвало наступальні плани шведських союзників. Наприкінці 1757 року російські війська захоплюють Кенігсберг, а вже в 1758 році за наказом Єлизавети Петрівни Східна Пруссія входить до складу Російської імперії. У цьому ж році під командуванням Вілліма Фермора відбулася велика битва під Цорндорфом — кривава та безрезультатна: кожна зі сторін вважала себе переможцем (щодо чого й понині сперечаються історики).
У 1759 році російсько-австрійське військо генерала Салтикова розбиває прусську армію генерала Веделя під Пальцигом, а потім і армію самого короля Фрідріха під Кунерсдорфом. Пруссія опинилася на межі повної воєнної катастрофи, але від загибелі її врятували чвари між Австрією і Росією.
У 1759 році французи програють англійцям велику битву неподалік Квебека, а потім втрачають Канаду, пізніше зазнають невдачі і в Індії.
Головною подією кампанії 1760 року стало взяття об'єднаною російсько-австрійською армією Берліна (9 жовтня), яке не було достатньо використане союзниками. На кінець року в руках пруссаків знову опинилася майже вся Саксонія.
Після ряду нищівних поразок у серпні 1760 року прусському королю Фрідріху II вдалось перехопити стратегічну ініціативу завдяки фінансовій підтримці Великої Британії, яка в Північній Америці програвала війну Франції і намагалась посилити антифранцузькі сили в Європі. Зимою 1761/1762 років відбулись зміни в союзницьких стосунках — проти Британії за володіння в Америці виступила Іспанія, англійці завдали удару по її володіннях у Тихому океані, захопивши Філіппінські острови й оволодівши 13 серпня 1762 фортецею Гавана на Кубі. Після смерті російської імператриці Єлизавети Петрівни й приходу на престол Петра III, відомого симпатика Пруссії, Росія відмовилась від підтримки франко-австрійського союзу.

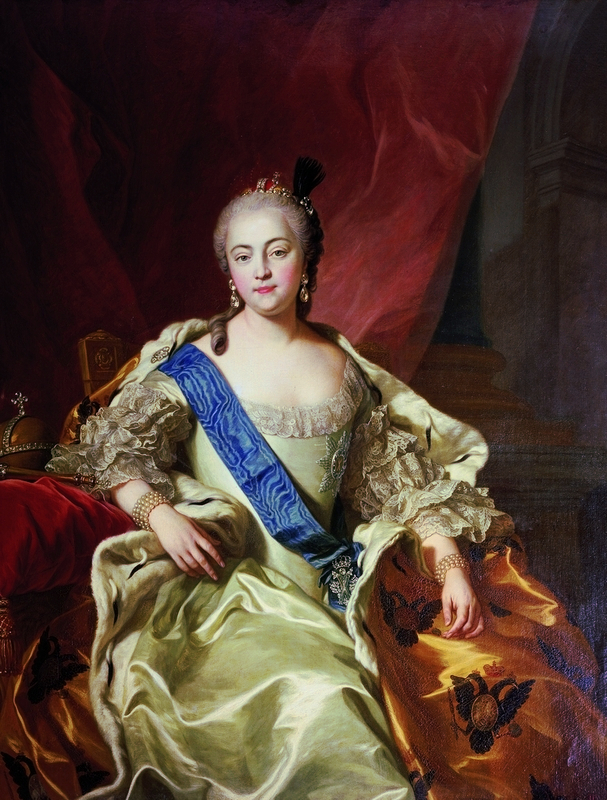
Російська імператриця Єлизавета Петрівна
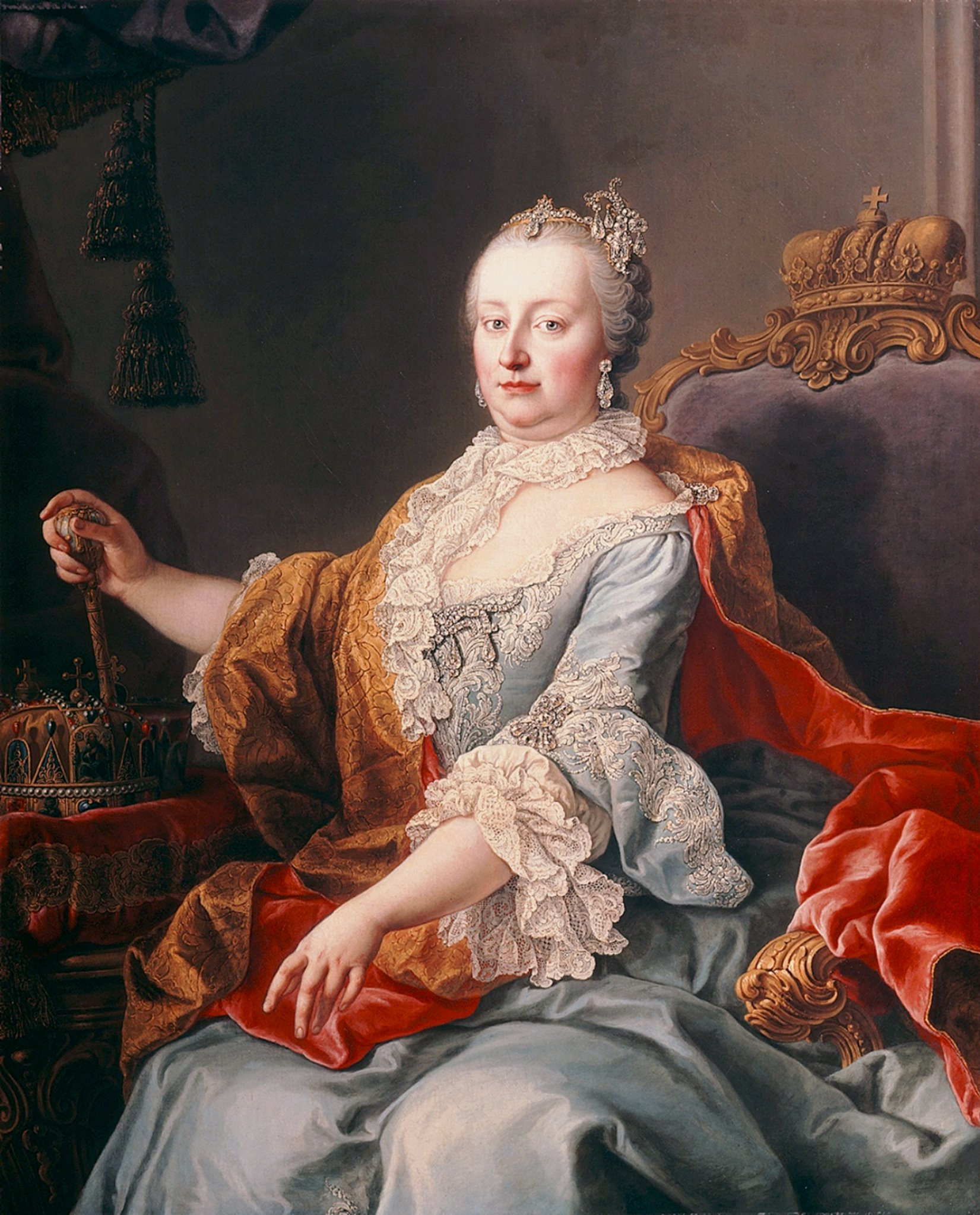
Австрійська імператриця Марія Терезія
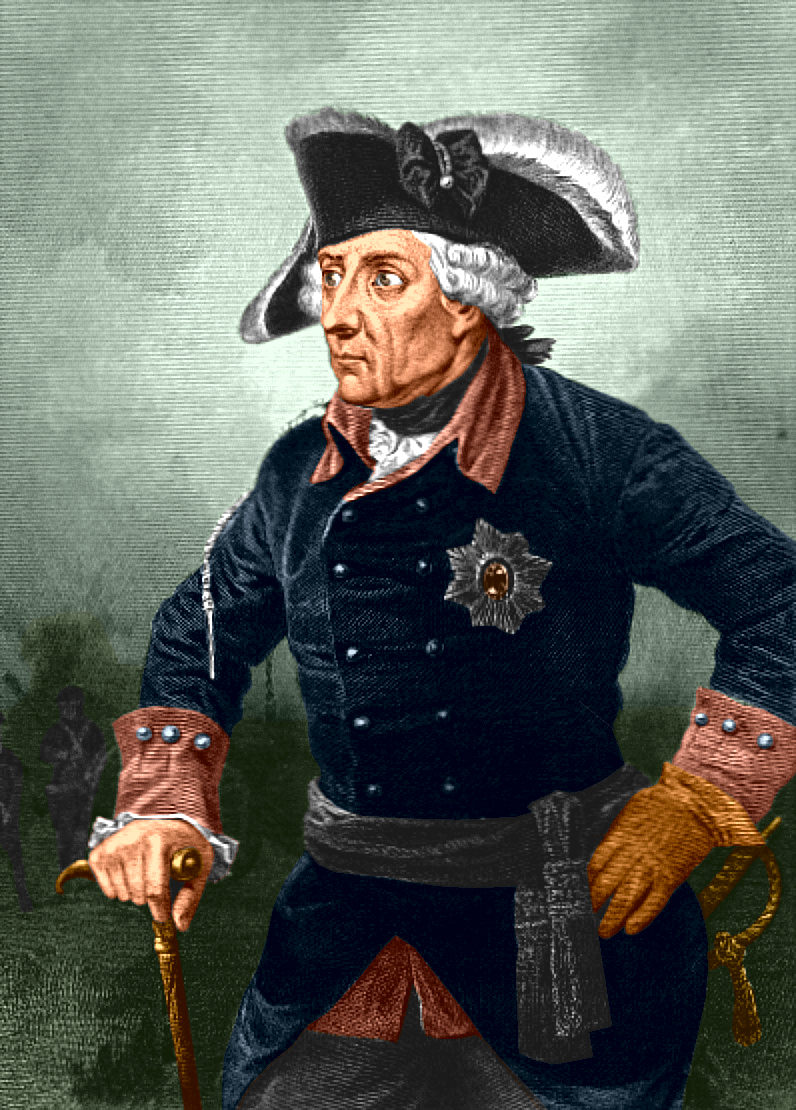
Прусський король Фрідріх II
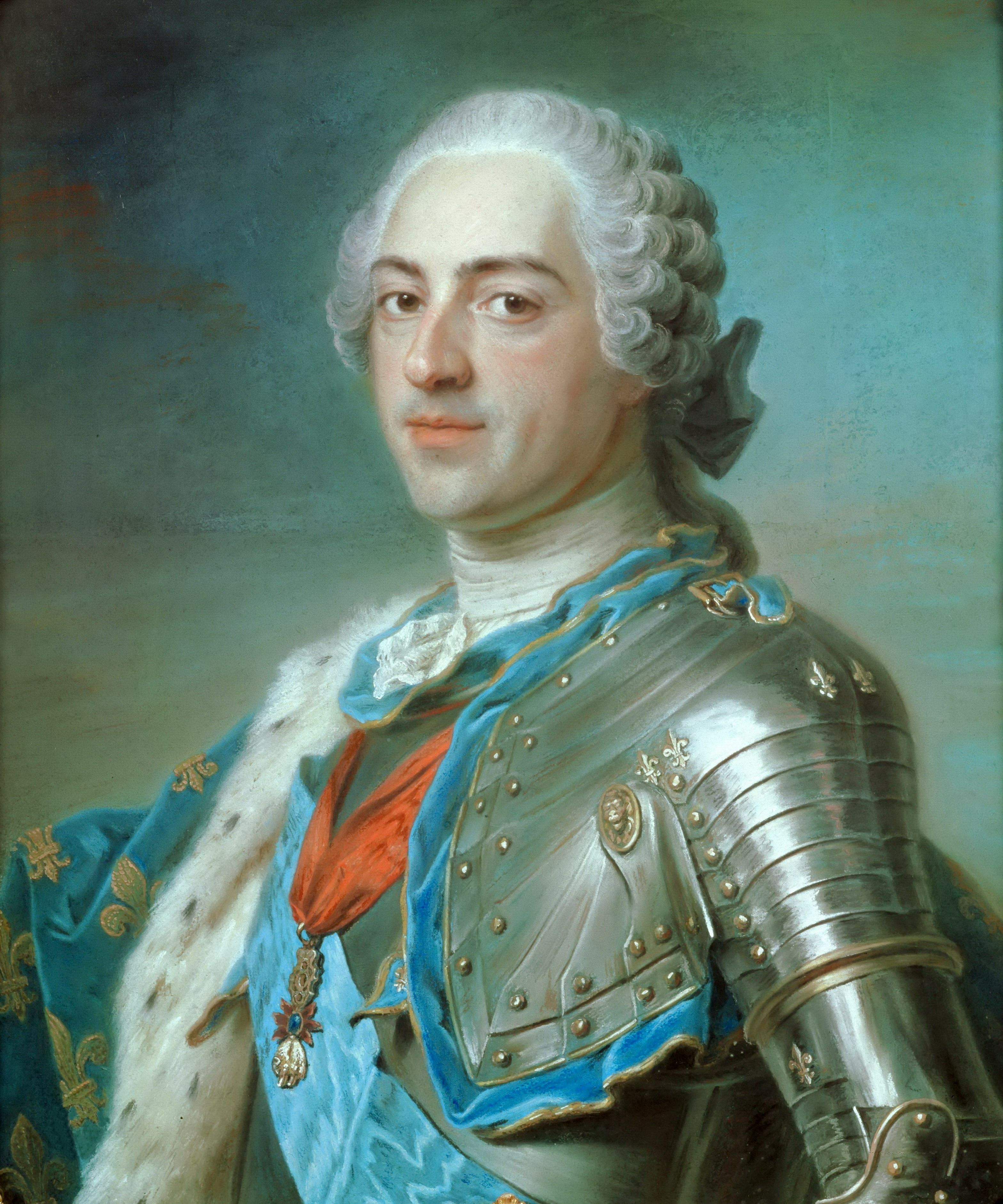
Французский король Людовік XV
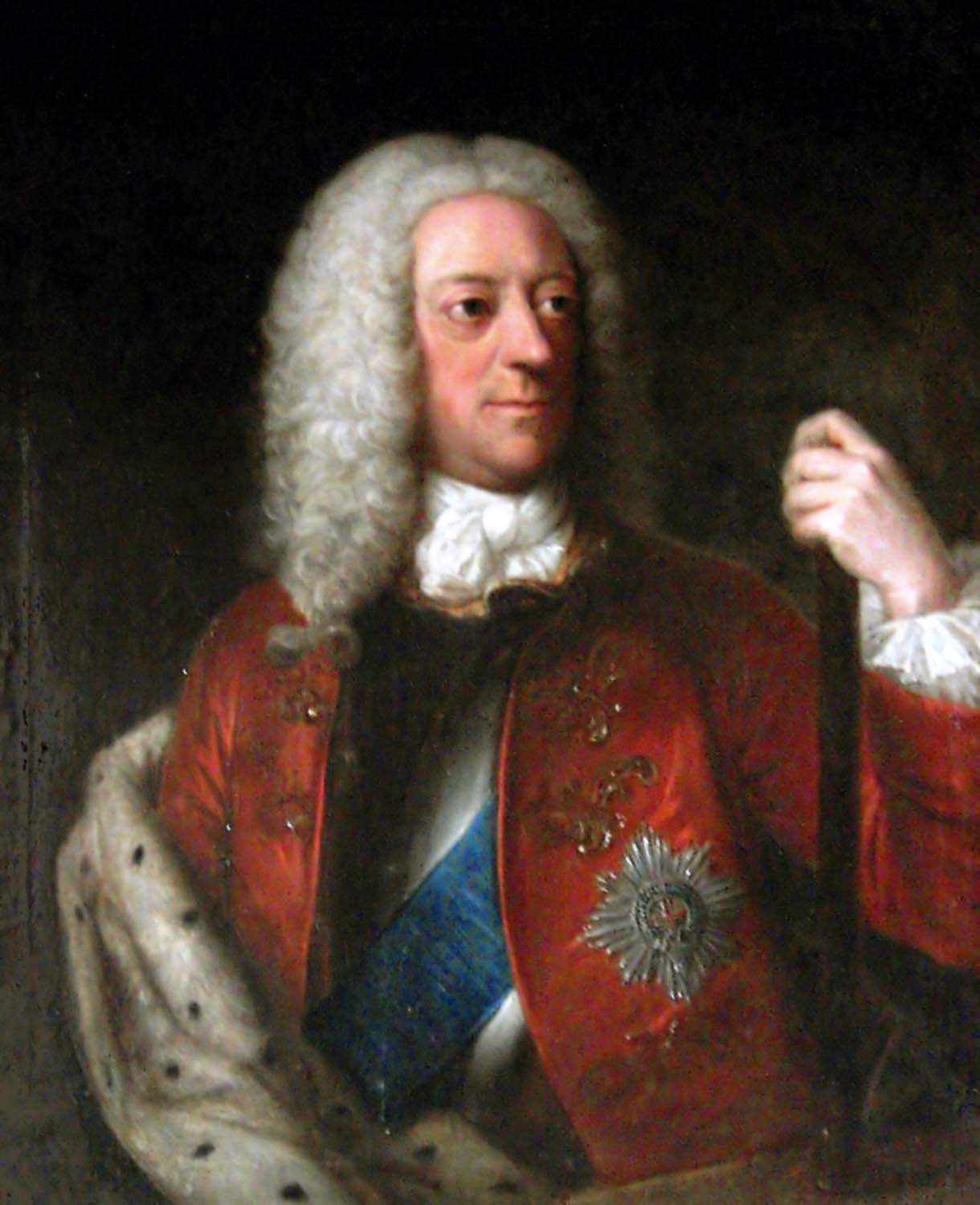
Англійський король Георг II

## Інші театри бойових дій
Див. Англо-іспанська війна (1761 — 1763), Франко-індіанська війна

## Участь українських козаків
Підрозділи слобідських козаків, слобідська міська та похідна артилерія, що включала гармати різного походження, калібрів та якості, брали активну участь у бойових діях російської імператорської армії.
У військових кампаніях брали участь як окремі військові підрозділи, сформовані на території України, так і цілі українські козацькі полки, зокрема Київський, Ніжинський і Чернігівський. Так, козацькі підрозділи діяли на території Німеччини в складі російської армії і разом з нею вступили в Берлін, брали участь у битві при Цорндорфі та інших.
За планом Російської імперії, Лівобережна Гетьманщина мала виставити для потреб російської армії 5-тис. кінний козацький корпус з артилерією (Київський полк, Прилуцький полк, Стародубський полк, Чернігівський полк і Ніжинський полк на чолі з генеральним осавулом Я. Якубовичем), а також 10 тис. волів, 6 тис. коней і 10 тис. осіб посполитих для обозної та допоміжної служби. Однак ці сили було зібрано з великим запізненням.
Уряд відрядив у похід збірний компанійський полк Г. Часника (1 тис. осіб). Виборних козаків було задіяно на охороні кордону Російської імперії з Річчю Посполитою та прикритті армійських магазинів і комунікацій у Білорусі. Крім них, до діючої армії було включено слобідські Сумський полк, Охтирський полк, Харківський полк, Ізюмський полк та Острогозький полк, а також окремий Чугуївський регулярний козацький полк (загалом — бл. 3 тис. осіб з артилерією).
У кампанії 1757 року компанійці та слобідські козаки брали участь у рейдах по Східній Пруссії, розвідці, несли авангардну та аванпостну службу. У битві біля Гросс-Егерсдорфа козацький корпус перебував спочатку в авангарді, а потім — на лівому фланзі російської армії, де зазнав відчутних втрат від вогню прусської артилерії й атак важкої кінноти.
Військо Запорозьке низове не брало безпосередньої участі в Семирічній війні. З одного боку це було викликано необхідністю захисту південних кордонів від турків й татар, з іншого — досвід російсько-турецької війни 1735—1739 років засвідчив, що будь-які пересування запорожців територією Речі Посполитої призводять до збройних конфліктів з польською шляхтою.
Також до бойових дій були залучені компанійці.

## Закінчення війни
Семирічна війна закінчилась перемогою англо-прусської коаліції. 10 лютого 1762 року між Великою Британією і Францією був підписаний Паризький мирний договір, за яким Франція втратила Канаду, Східну Луїзіану, деякі острови Карибського моря, а також більшість своїх колоній в Індії; на користь Іспанії Франція поступилась Західною Луїзіаною і Флоридою. Це дало можливість Великій Британії активізувати військові та політичні дії і до 1763 року всі європейські союзники Франції були або розбиті, або змушені підписати з Пруссією, союзницею Англії, сепаратні мирні угоди. 15 лютого 1763 року Пруссія підписала з Австрією і Саксонією Губертусбургський мирний договір, який підтвердив права Пруссії на Сілезію і графство Глац. Це стало початком процесу об'єднання німецьких земель під проводом Пруссії, який завершився наприкінці XIX століття.

## Втрати воюючих держав
- Австрійська монархія — 400 тис. вбитих.
- Королівством Пруссія втрачено близько 262 500 чоловік (хоча сам Фрідріх офіційно оголосив про 180 000 вбитих).
- Російська імперія — 138 тис. убитих.
- Французьке королівство — 168 тис. убитих.
- Королівство Великої Британії — 20 тис. убитих.
- Іспанія — 3 тис. убитих.

Загалом у війні загинуло понад 600 тис. солдатів і 700 тис. мирних жителів. Загальні втрати становили 1 млн 300 тис. чоловік. Залучення в бойові дії великої кількості держав на кількох континентах дало привід Вінстону Черчіллю назвати Семирічну війну першою в історії світовою війною.

## Цікаві факти
- У Семирічній війні був використаний косий бойовий порядок, вигаданий Фрідріхом ІІ.
- Карл Лотаринзький не зміг використати навіть вдалі бойові позиції та переваги в чисельності під час битви у Лейтені.
- У цій війні переможці мали дуже велику здобич. Особливо під час вищезгаданої битви під Лейтеном.
- Два ворогуючих князівства Саксонія і Ганновер було розбиті ще на початку війни.
- Участі Португалії навіть не було у бойових діях.

## Інтернет-ресурси
- Семирічна війна: Перша глобальна війна